# Yurisel Laborde
Yurisel Laborde Duanes (Santiago de Cuba, 18 de agosto de 1979) é uma judoca cubana.
Foi medalhista de bronze nos Jogos Olímpicos de 2004 em Atenas., além de bicampeã mundial e duas medalhas de prata no Campeonato Mundial de Judô.